# The Vaselines
The Vaselines är ett skotskt indierockband från Glasgow, bildat 1986. När bandet bildades var medlemmarna Eugene Kelly och Frances McKee, men senare slöt sig även James Seenan och Charly Kelly till gruppen.
Bandet släppte två singlar, "Son of a Gun" och "Dying for It" innan de släppte sitt debutalbum Dum Dum år 1989 genom skivbolaget Rough Trade. Bandet splittrades året efter.
År 1992 släpptes ett samlingsalbum med gruppen. Bandet återuppstod 2008.

## Bandmedlemmar
Nuvarande medlemmar
- Eugene Kelly – sång, gitarr (1986–1990, 2006, 2008–)
- Frances McKee – sång, gitarr (1986–1990, 2006, 2008–)
- Michael McGaughrin – trummor (2009–)
- Scott Paterson – gitarr (2014–)
- Graeme Smillie – basgitarr (2014–)

Tidigare medlemmar
- James Seenan – basgitarr (1987–1990)
- Charlie Kelly – trummor (1987–1990)
- Stevie Jackson – gitarr (2008–2014)
- Bobby Kildea – basgitarr (2008–2014)
- Paul Foley – gitarr (2010–2011)
- Gareth Russell – basgitarr (2010-2011)
- Carla Easton – keyboard (2017)

## Diskografi
Studioalbum
- 1989 – Dum Dum
- 2010 – Sex With An X
- 2014 – V for Vaselines

Livealbum
- 1991 – Recorded Live In London, England (med Beat Happening)

Samlingsalbum
- 1992 – The Way of the Vaselines: A Complete History
- 1992 – All the Stuff and More...
- 2009 – Enter The Vaselines

EP
- 1987 – Son Of A Gun
- 1988 – Dying For It (53rd & 3rd)
- 1991 – Dying For It (Seminal Twang)

Singlar
- 2010 – "Sex With An X"
- 2014 – "Hide Tide Low Tide"